# Flevoland
Flevoland phát âmⓘ là một tỉnh của Hà Lan. Tỉnh này nằm ở trung bộ Hà Lan, tại vị trí Zuiderzee cũ, tỉnh được lập ngày 1 tháng 1 năm 1986; là tỉnh thứ 12 của Hà Lan. Tỉnh lỵ là Lelystad. Tỉnh có dân số khoảng 370.000 người (năm 2005) và có 6 đô thị.
Sau trận lụt năm 1916, người ta quyết định rằng Zuiderzee, một biển nội địa Hà Lan cần phải được ngăn lại và san lấp, công trình Zuiderzee đã được khởi công thực hiện. Năm 1932, Afsluitdijk hoàn thành, ngăn hoàn toàn với biển bên ngoài. Zuiderzee sau đó đã được gọi là IJsselmeer (hồ tại cuối sông IJssel).